# Jan Hammenecker (schrijver)

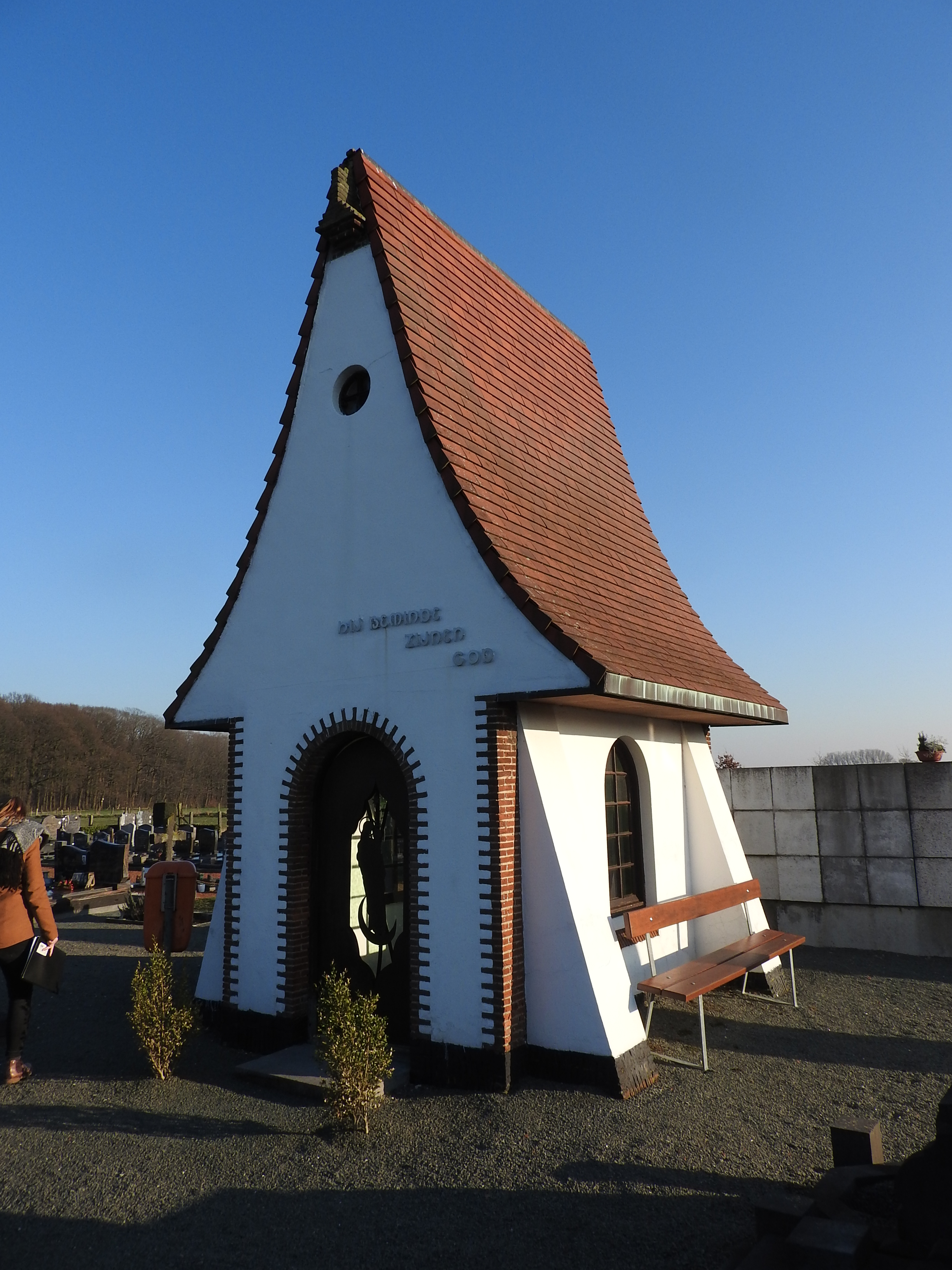
Grafkapel van Hammenecker op de begraafplaats van Westrode

Jan Hammenecker (Mariekerke, 2 oktober 1878 - Westrode, 13 juni 1932) was een Vlaams priester-dichter en schrijver.

## Biografie
Hammenecker was de zoon van een veldwachter. Hij liep school in het Kleinseminarie in Mechelen en volgde zijn priesteropleiding aan het Grootseminarie in dezelfde stad. Hij was gedurende zes jaar leraar aan het Sint-Jozefscollege in Aarschot. Wegens zijn Vlaamsgezindheid moest hij daar vertrekken en hij werkte daarna gedurende twee jaar in Schaarbeek en Vorst. Daarna was hij een tweetal jaar leraar en onderpastoor in Londerzeel. Daar leerde hij de jonge Gerard Walschap kennen, wiens literaire talent Hammenecker onderkende. Zij schreven elkaar beurtelings gedichten en Hammenecker bleef Walschap steunen ook toen die het seminarie verliet. Hammenecker werd in 1927 tot pastoor benoemd in Westrode. 
Hij was Vlaamsgezind en had een voorliefde voor de Scheldestreek. Christus, Vlaanderen en de Schelde waren dan ook hoofdthema's in zijn werk.
Hij schreef ook mee aan het tijdschrift Vlaamsche Arbeid.

## Standbeeld
Hij wordt geëerd met een standbeeld aan de Schelde in Mariekerke.